# Штейнен, Карл фон ден
Карл фон ден Штейнен (нем. Karl von den Steinen; 7 марта 1855 года, Мюльхайм-ан-дер-Рур — 4 ноября 1929 года, Кронберг (Таунус)) — немецкий врач, путешественник, этнограф.

## Биография
Образование получил в гимназии в Дюссельдорфе, затем изучал медицину в университетах Цюриха, Бонна и Страсбура и в 1878—1879 годах работал психиатром в Берлине.
В 1879—1881 годах совершил кругосветное путешествие и проводил этнографические исследования на островах Тихого и Индийского океанов. Уделил серьёзное внимание местным психическим болезням. В 1882—1883 годах Штейнен в качестве врача и натуралиста был в антарктической экспедиции на остров Южная Георгия.
В 1884 году он вместе с двоюродным братом Вильгельмом и астрономом Отто Клауссом отправился в Аргентину, где они провели ряд астрономических наблюдений.
В 1886 году они перебрались в Бразилию. Их главной целью было посещение малоизученного на тот момент района реки Шингу, которая впадает в Атлантический океан недалеко от устья Амазонки. В 1887—1888 годах Штейнен предпринял второе путешествие на реку Шингу, на этот раз в компании с берлинским антропологом Паулем Эренрайхом. Там они составили описание 12 индейских племён четырёх различных языковых групп.
Вернувшись в 1890 году в Германию Штейнен опубликовал ряд научных трудов, посвящённых культуре, лингвистике и этнографии индейских племён Бразилии. Несколько лет активно трудился в университете Марбурга, где стал профессором этнографии.
В 1897—1898 годах Штейнен отправился в путешествие по Маркизским островам в Тихом океане, затем посетил Соединённые Штаты. С 1900 года Штейнен был профессором этнографии в Берлинском университете и оказал значительную помощь в организации в Берлине Этнографического музея, куда передал значительное число материалов, собранных им в Бразилии и Тихом океане. В 1904 году Штейнен стал директором Этнографического музея.
Его дочь Марианна в 1935 году вышла замуж за Карла Шефольда.
Наиболее значительными его трудами являются:
- «Durch Central-Brasilien: Expedition zur Erforschung des Schigú im J.1884» (Leipzig, 1886)
- «Unter den Naturvölkern Central-Brasiliens» (Berlin, 1894)
- «Die Marquesaner und ihre Kunst» (3 Bde. Berlin, 1925—1928)